# バシロサウルス科

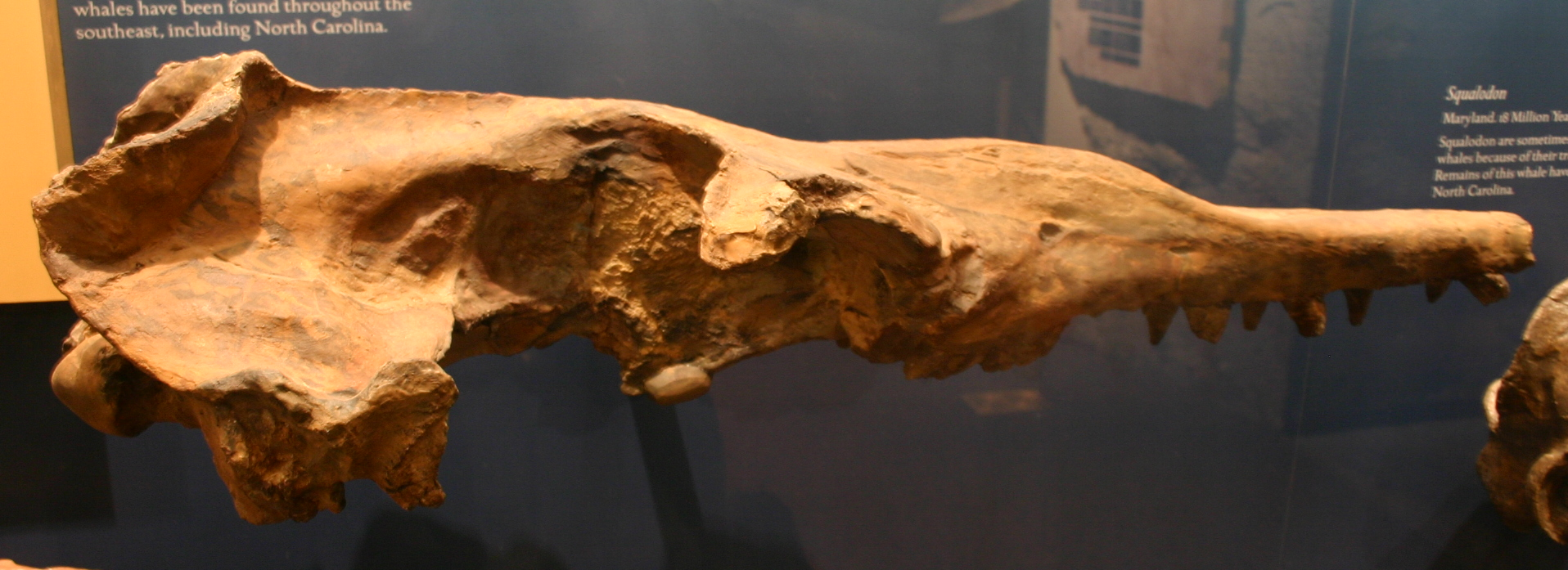
ジゴリザ・コッキイ Zygorhiza kochii の頭蓋骨化石標本（バシロサウルス科ドルドン亜科）

バシロサウルス科（バシロサウルスか、学名：familia Basilosauridae）は、約4,100万- 約3,300万年前（新生代始新世中期- 後期）の浅海に棲息していた原始的クジラ類の一分類群。小さな頭部とヘビのような長大な体を持つバシロサウルス、および、その近縁種の包括的分類区分。
原クジラ亜目最後の科であり、現生型クジラ類の共通祖先を含むとされているグループである。

## 生態
化石は世界各地から発見されており、その棲息域が広範であったことは確かである。ただし、遠泳能力は無く、現生クジラ類のような移動能力は持たない。むろん、現生クジラ類に見られるような地球規模での移動は不可能である。おそらくは外洋を不得手な環境としており、温暖な浅い海で暮らしていたと見られている。深海への潜水能力も彼らの進化段階ではまだ達成されていなかったであろう。

## 分類

### 進化系統

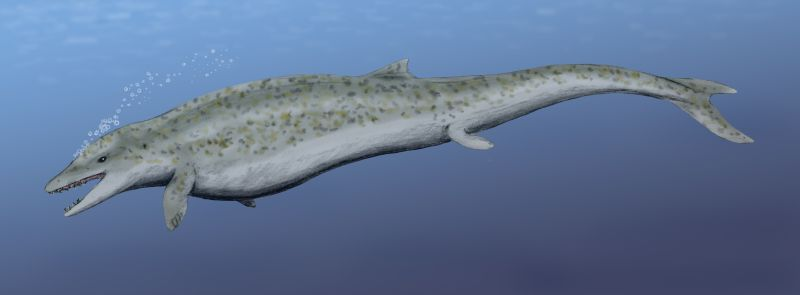
ドルドン・アトロクス Dorudon atrox
（バシロサウルス科ドルドン亜科）

彼らはプロトケトゥス科から進化したと考えられる。原クジラ亜目最後の科であり、現鯨類の、すなわち、絶滅種を含む全ての現生型クジラ類の共通祖先は、このグループの中にいることが確実視されている。現生のハクジラ亜目とヒゲクジラ亜目はその未確定種の直系子孫であり、直系祖先として有力視されているのはバシロサウルス科の下位分類ドルドン亜科である。

### 分類区分
下位分類は、バシロサウルス亜科、および、ドルドン亜科の2亜科で構成される。あるいは、ドルドン類をドルドン科として区別する説、もしくは、ヒゲクジラ亜目の最初期に属するとされるケケノドン類をこちらに分類して3亜科とする説、その他がある。本項ではケケノドン亜科を掲載して3亜科にまとめるが、この限りでないことに留意されたい。
- †バシロサウルス科 Basilosauridae
  - バシロサウルス亜科 Basilosaurinae
    - バシロサウルス Basilosaurus
    - バシロテウス Basiloterus

  - ドルドン亜科 Dorudontinae
    - アンカレケトゥス Ancalecetus
    - クリソケトゥス Chrysocetus
    - キンティアケトゥス Cynthiacetus
    - ドルドン Dorudon
    - ジゴリザ（ジゴリーザ） Zygorhiza

  - ケケノドン亜科 Kekenodontinae
    - ケケノドン Kekenodon
    - フォコケトゥス Phococetus